# Molenhoekmolen
De Molenhoekmolen was een windmolen in de tot de West-Vlaamse gemeente Oostkamp behorende plaats Ruddervoorde, gelegen aan Torhoutsestraat 185.
Deze maalvaardige molen was van het type standerdmolen en kon fungeren als korenmolen.
De houten molen was in 1986 gebouwd en is een schaalmodel 1:2 van een open standerdmolen. Hij had een vlucht van 10,75 meter.
- Inventaris van het Bouwkundig Erfgoed (Vlaanderen): 88310